# Robert John Tillyard
Robert John Tillyard, MRS (31 de enero de 1881 al 13 de enero de 1937), fue un entomólogo y geólogo inglés - australiano. Era conocido a veces como Robin.
Tillyard era hijo de J. J. Tillyard y su esposa Mary Ann francés, nació en Norwich, Norfolk. Fue educado en la universidad de Dover con la intención de entrar en el ejército pero fue rechazado a causa de haber sufrido de reumatismo. Ganó una beca para los clásicos en Oxford y otro de matemáticas en Cambridge, y decidió ir a la universidad de las reinas, de Cambridge. Se graduó en 1903. Se fue a Australia en 1904 y fue nombrado maestro de matemáticas y de ciencias en la escuela secundaria de Sídney. Nueve años más tarde renunció e hizo un grado de la investigación en biología en la Universidad de Sídney y se llevó su investigación B.Sc grado en 1914.
Fue herido de gravedad en un accidente de tren y tuvo una recuperación lenta, pero en 1915 se convirtió en miembro de Linnean Macleay en Zoología en la Universidad de Sídney. Fue nombrado profesor de Zoología en 1917. En el mismo año que publicó en Cambridge Zoological series, la biología de las libélulas, y también recibió el premio Crisp y una medalla de la Sociedad Linneana de Londres. En 1920 fue nombrado jefe del departamento de biología en el Instituto Cawthron, Nelson, Nueva Zelanda. En el mismo año el grado honorario de Doctor en Ciencias se le confirió la Universidad de Cambridge.
Tillyard hizo un buen trabajo en Nueva Zelanda y ha establecido una reputación por su trabajo en el control biológico de plagas de plantas e insectos. Fue popularmente conocido por su introducción de una pequeña avispa como un agente para el control de lana de Aphis en manzanos. En 1925 fue elegido miembro de la Royal Society, Londres, y al año siguiente publicó su libro sobre los insectos de Australia y Nueva Zelanda, un trabajo integral con muchas ilustraciones. Este libro se convirtió en la obra de referencia sobre Australasia entomología para unos cincuenta años. Ha publicado ampliamente y con autoridad sobre Odonata, Plecoptera, Neuroptera, y otras órdenes, y en insectos fósiles, la venación del ala de los insectos, y la filogenia de los insectos. En este año fue galardonado con la medalla de madera Trueman de la Real Sociedad de Artes y Ciencias de Londres, y fue nombrado subdirector del Instituto Cawthron.
Regresó a Australia en 1928 para convertirse en jefe de Commonwealth entomólogo en el marco del Consejo de Investigación Científica e Industrial. Ocupó este cargo durante seis años, pero el estado de su salud le obligó a jubilarse con una pensión en 1934. Mientras se mantiene esta posición le fue concedido el RM Johnston medalla conmemorativa de la Real Sociedad de Tasmania en 1929 y la Medalla Clarke, de la Sociedad Real de Nueva Gales del Sur en 1931. En 1935 se le dio la medalla de von Mueller. Su salud mejoró después de su retiro y él diligentemente continuó sus estudios científicos. Era muy conocido en los Estados Unidos que había visitado más de una vez. Murió después de un accidente de automóvil el 13 de enero de 1937. Se casó en 1909 con Patricia Cruske con la cual con cuatro hijas. En sus últimos años Tillyard estaba muy interesado en un trabajo sobre supuestos fósiles precámbricos en el sur de Australia, que se realizó en operación conjunta con Edgeworth David. La cuenta de sus investigaciones está contenida en las memorias de los fósiles de finales del Precámbrico, por David y Tillyard, publicado en 1936. Tillyard fue uno de los trabajadores de mayor influencia en los fósiles de los depósitos del Pérmico Elmo, creyendo que la clave de la verdadera clasificación de los insectos se encuentran en esos primeros fósiles.